# Toy-Viam
 Toy-Viam  (en occitano Autoire de Viam) es una comuna y población de Francia, en la región de Lemosín, departamento de Corrèze, en el distrito de Ussel y cantón de Bugeat.
Su población en el censo de 2008 era de 31 habitantes. 
Está integrada en la Communauté de communes Buget-Sornac-Millevaches au Coeur .

## Demografía
| 41 | 66 | 69 | 56 | 56 | 28 | 31 |
| Para los censos de 1962 a 1999 la población legal corresponde a la población sin duplicidades (Fuente: INSEE [Consultar]) |    |    |    |    |    |    |